# O. J. Simpson
Orenthal James Simpson (* 9. Juli 1947 in San Francisco, Kalifornien; † 10. April 2024 in Las Vegas, Nevada) war ein US-amerikanischer American-Football-Spieler und Schauspieler. 1994 erlangte er durch den Verdacht, seine Exfrau Nicole Brown Simpson und deren Bekannten Ronald Goldman ermordet zu haben, weltweite Aufmerksamkeit. 1995 wurde er in einem Strafprozess freigesprochen und 1997 in einem Zivilprozess zu Schadensersatz an die Angehörigen verurteilt. Von 2008 bis 2017 war er wegen bewaffneten Raubüberfalls und Geiselnahme inhaftiert.

## Leben und Familie

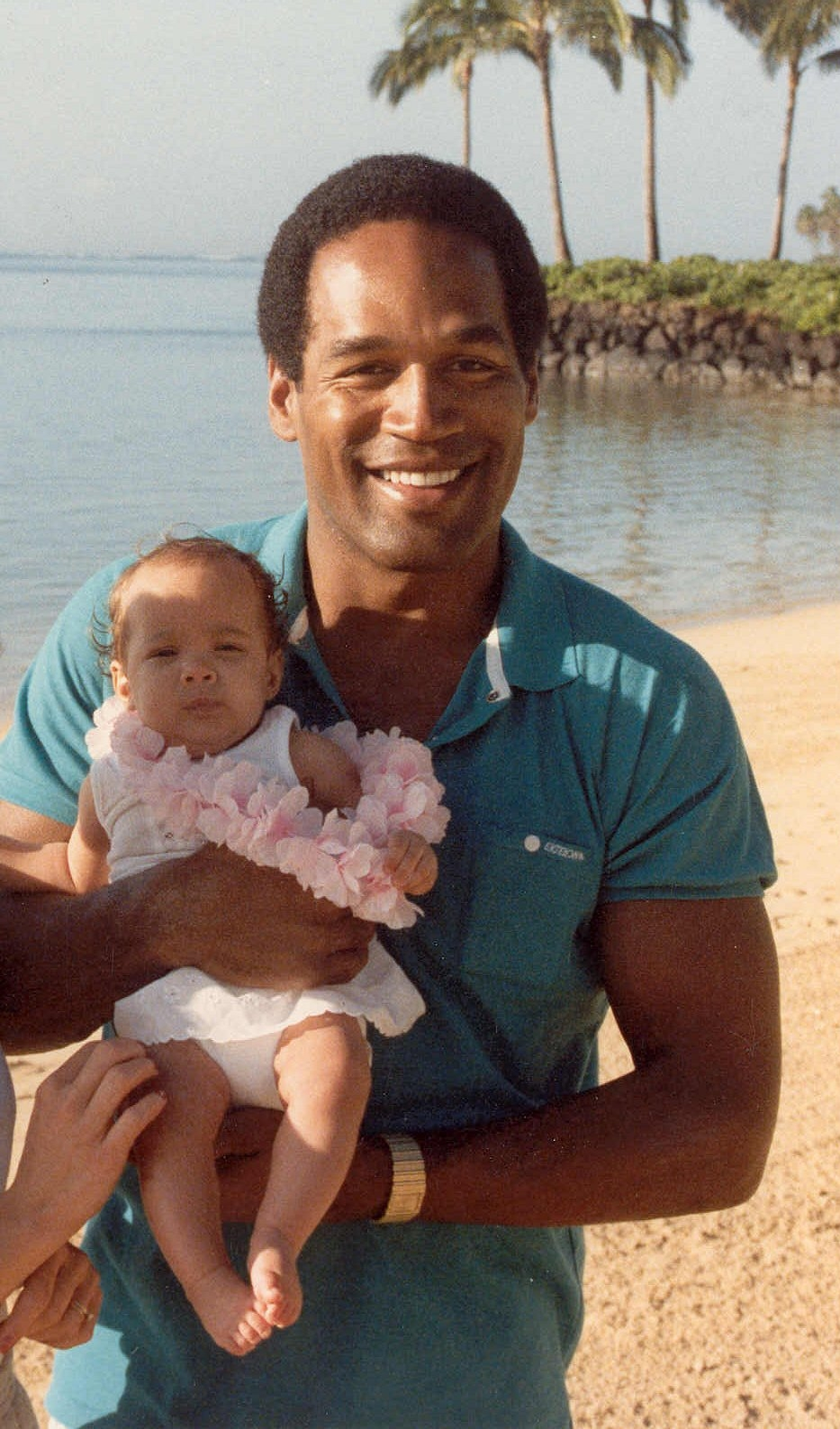
O. J. Simpson mit seiner Tochter Sydney Brooke, 1986

Simpson wurde 1947 in San Francisco als Sohn von Jimmy Lee Simpson (1920–1986) und Eunice Durden (1921–2001) geboren. Er wuchs zusammen mit drei Geschwistern auf. 1952 ließen sich seine Eltern scheiden. Obwohl er wegen Rachitis bis zu seinem fünften Lebensjahr Beinschienen trug, entwickelte er ein außerordentliches sportliches Talent und wurde in zahlreichen Sportschulen mit Stipendien gefördert.
Nachdem er die High School beendet hatte, studierte er an der University of Southern California und startete aufgrund seiner ersten Erfolge im American Football seine Karriere als Profi in New York. Noch als Jugendlicher schloss Simpson sich in San Francisco der Straßengang Persian Warriors („Persische Krieger“) an und wurde 1960 für eine Woche inhaftiert. Am 24. Juni 1967 heiratete er Marguerite L. Whitley. Aus dieser Ehe gingen drei Kinder hervor, die 1968, 1970 und 1977 geboren wurden. Im August 1979 ertrank seine 1977 geborene Tochter im Pool der Familie. Kurz darauf ließen sich Simpson und Whitley, die bereits seit 1978 getrennt gelebt hatten, scheiden.
Kurze Zeit später trat er vom Profi-Football zurück und arbeitete als Sportkommentator. Versuche als Golfspieler brachten Simpson keine Erfolge. Jedoch wurde er eine populäre Werbefigur des Autovermieters Hertz.
1985 heiratete Simpson Nicole Brown, die er sieben Jahre zuvor kennengelernt hatte. Dieser Ehe entstammen zwei Kinder, die 1985 und 1988 geboren wurden. In seiner zweiten Ehe zeigte sich Simpson als äußerst eifersüchtiger Ehemann. Mehrmals berichtete Brown Freunden der Familie darüber, dass sie von ihrem Ehemann geschlagen worden sei. Am 24. Mai 1989 wurde Simpson wegen Misshandlung seiner Ehefrau zu Sozialdienst sowie einer Geld- und außerdem zu einer zweijährigen Bewährungsstrafe verurteilt. Im Oktober 1992 wurde die Ehe geschieden.
O. J. Simpson starb am 10. April 2024 im Alter von 76 Jahren in Las Vegas an den Folgen von Prostatakrebs. Sein Leichnam wurde im Palm Mortuary Downtown Las Vegas eingeäschert.

## American Football

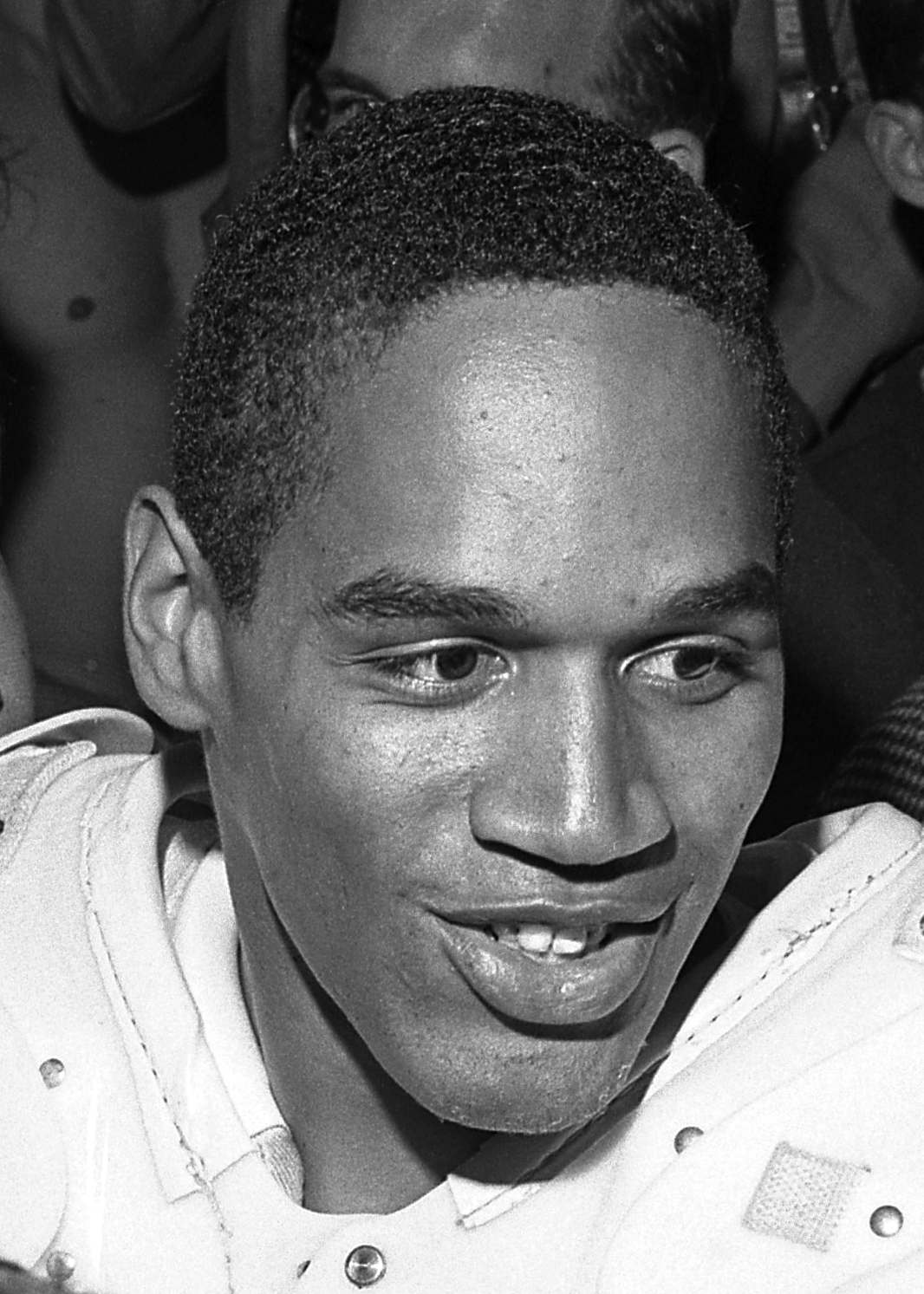
O. J. Simpson, 1967

Simpson war in den 1970er-Jahren einer der besten Runningbacks – sowohl im College als auch später bei den Profis in der National Football League. Simpsons Spitzname „The Juice“ (‚Saft‘) kommt von der Abkürzung seiner Vornamen O. J. = Orange Juice. Sein Spitzname gilt aber auch als Synonym für seinen flüssigen Laufstil. Während seiner aktiven Zeit hatte er eine Körpergröße von 1,88 m und ein Körpergewicht von 96 kg.

### College
Seine Collegezeit verbrachte er an der University of Southern California (USC). Gemeinsam mit seinen Kommilitonen Earl McCullouch, Fred Kuller und Lennox Miller stellte er am 17. Juni 1967 den bis heute gültigen Weltrekord über 4×110 Yards auf, dessen Zeit mit 38,6 s unter dem damals offiziellen Weltrekord über 4×100 m (39,0 s) lag. Anschließend gewann er dort 1968 die Heisman Trophy – die höchste Auszeichnung im College Football. Er spielte mit seiner Mannschaft, den USC Trojans, dreimal im Rose Bowl, 1968 konnte seine Mannschaft den Titel mit 14:3 gegen die Indiana University Bloomington gewinnen. Simpsons Leistungen beim Laufspiel waren überragend – er erzielte durchschnittlich 171 Yards Raumgewinn pro Spiel.

### NFL
1969 war Simpson der erste Spieler, der im NFL Draft 1969 – von den Buffalo Bills – ausgewählt wurde. Von seinem Trainer John Rauch wurde er entgegen seinem Willen immer wieder als Kick-off- und Punt Returner eingesetzt. Das mittelmäßige Team der Bills verbesserte sich in der Folgezeit nicht, während sich Simpson bei einem Return schwer verletzte und das Karriereaus drohte. Sein neuer Trainer Harvey Johnson hatte ein Einsehen und setzte Simpson ab 1971 seinen Fähigkeiten gemäß ein.
Nach einem erneuten Trainerwechsel zu Lou Saban entwickelte sich Simpson ab 1972 zu einem Spitzenspieler. 1973 durchbrach er als erster Spieler der National Football League innerhalb einer Saison die 2.000-Yards-Marke. Bei den Bills spielte er beinahe während seiner gesamten Profizeit. 1978 ging er noch für zwei Spielzeiten zu den San Francisco 49ers, bevor er seine Karriere beendete. Während seiner Karriere erzielte er 13.378 Yards Raumgewinn und 61 Touchdowns in der Regular Season.

### Ehrungen
1985 wurde Simpson der erste Heisman-Trophy-Gewinner (1968), der auch in die Pro Football Hall of Fame gewählt wurde (Wahljahr 1985). Er ist bis heute NFL-Rekordhalter mit sechs Spielen, in denen er über 200 Yards erlief. Simpson wurde 1973 zum NFL Most Valuable Player gewählt und erhielt 1973 den Bert Bell Award. Im selben Jahr wurde er außerdem mit der Sportler-des-Jahres-Auszeichnung von Associated Press geehrt. Er spielte sechsmal im Pro Bowl und war ab 1983 Mitglied der College Football Hall of Fame.

## Schauspielkarriere
Bereits während seiner Karriere als Sportler spielte Simpson ab Ende der 1960er-Jahre in Spielfilmen und Fernsehfilmen mit. Dazu gehörten beispielsweise erfolgreiche Produktionen wie Roots oder Unternehmen Capricorn. In der HBO-Fernsehserie 1st & Ten über das fiktive US-Football-Team California Bulls spielte er von 1986 bis 1991 eine der Hauptrollen. Insbesondere durch seine Rolle als Detective Nordberg in der Filmkomödien-Trilogie Die nackte Kanone (The Naked Gun: From the Files of Police Squad!) an der Seite von Leslie Nielsen wurde er auch über die Grenzen der USA hinaus bekannt. Der dritte Teil mit dem Titel Die nackte Kanone 33⅓ (Naked Gun 33⅓: The Final Insult) von 1994 war sein letzter Film.

## Prozesse

### Mordprozess

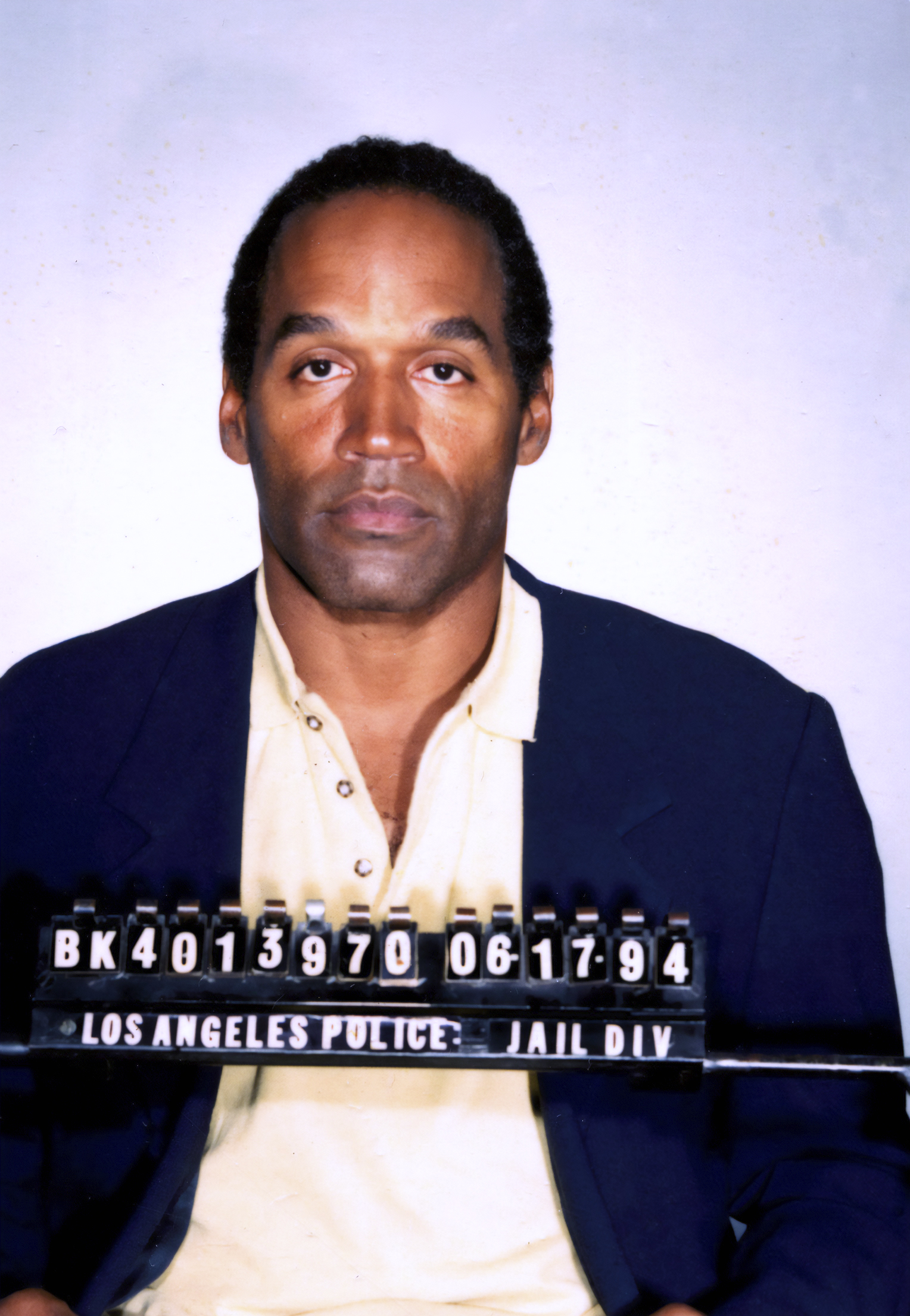
Polizeifoto von O. J. Simpson nach seiner Festnahme am 17. Juni 1994

Am 17. Juni 1994 floh Simpson in einem Auto vor der Polizei von Los Angeles, die ihn als Hauptverdächtigen wegen des Mordes an seiner Exfrau Nicole Brown Simpson und ihrem Bekannten Ronald Goldman festnehmen wollte. Die Verfolgungsfahrt quer durch den Großraum Los Angeles war die erste, die live per Hubschrauber von einem Fernsehsender übertragen wurde.
In einem Prozess, der ebenfalls live vom US-amerikanischen Fernsehen übertragen wurde, sprachen ihn die Geschworenen am 3. Oktober 1995 frei. Vor diesem Hintergrund war es Simpsons Anwalt gelungen, verschiedene einseitig ermittelte Fakten als eine Verschwörung gegen seinen Mandanten darzustellen, was er insbesondere anhand rassistischer Äußerungen des Hauptermittlers belegte.
Entscheidender Auslöser für den Freispruch dürfte ein mit dem Blut der Ermordeten verschmierter Handschuh gewesen sein, der von der Polizei als Täterkleidung benannt wurde, Simpson aber bei der Anprobe im Gerichtssaal nicht passte. Die Würdigung der DNA-Analysen als Beweismittel wurde von einigen Experten als zu gering erachtet.
An Simpsons Freispruch entzündet sich deshalb Kritik am damaligen US-amerikanischen Justizsystem: Staatsanwalt und Verteidiger wetteiferten um die Gunst von Geschworenen, die als Laienrichter über die Schuld des Angeklagten entscheiden. Diesen, so die Kritiker, fehlten häufig Kenntnisse und Erfahrungen im Zusammenhang mit Wahrscheinlichkeitsrechnung, Zuverlässigkeit von Zeugenaussagen und anderen für die Beweisfindung vor Gericht wesentlichen Faktoren.

### Zivilprozess
Trotz des Freispruchs im Strafprozess verurteilte ein Zivilgericht Simpson im Februar 1997 zu einer Schadensersatz-Zahlung in Höhe von insgesamt 33,5 Millionen US-Dollar an die Hinterbliebenen. Dies war möglich, da der Freispruch im Strafprozess für den Zivilprozess nicht bindend war. Da in Florida Rentenbezüge und Immobilien, die der Beklagte bewohnt, nicht pfändbar sind, konnte der Anspruch jedoch nicht vollstreckt werden. Gemäß der 2022 eingereichten Gerichtsakten erhielt die Familie Goldman eine Summe von ca. 132.000 US-Dollar. Die Vollständigkeit dieser ist unklar.

### Verurteilung wegen bewaffneten Raubüberfalls
Später saß Simpson im Gefängnis Lovelock Correctional Center in Lovelock (Nevada) ein. Er war 2008 zu mindestens 9 und maximal 33 Jahren Haft verurteilt worden, nachdem er am 13. September 2007 gemeinsam mit Komplizen in Las Vegas zwei Sammler von Fan-Artikeln mit Waffengewalt zur Herausgabe von Erinnerungsstücken gezwungen hatte. Am 16. September 2007 wurde er deswegen verhaftet. US-Medien strahlten Aufnahmen eines Tonbandes unbekannter Herkunft aus, auf dem Simpson die Sammler beschuldigt, ihm diese Sammlerstücke gestohlen zu haben. Simpson wurde in allen Anklagepunkten für schuldig befunden und am 5. Dezember 2008 wegen bewaffneten Raubüberfalls und Geiselnahme zu einer Haftstrafe von 33 Jahren verurteilt. Frühestens nach neun Jahren, also im Jahr 2017, konnte er eine Chance auf Entlassung wegen guter Führung bekommen. 2010 legte Simpson erfolglos Berufung ein; sie wurde vom Obersten Gerichtshof des Staates Nevada am 22. Oktober 2010 als unbegründet abgewiesen. Ein Wiederaufnahmeverfahren vor dem Strafgericht in Las Vegas scheiterte ebenfalls.
Am 1. Oktober 2017 wurde Simpson vorzeitig aus dem Gefängnis entlassen. Nach fast neun Jahren Haft wurde der Rest seiner Strafe zur Bewährung ausgesetzt. Diese endete wegen guter Führung im Dezember 2021.

## Buch
Für November 2006 war ein Interview auf dem US-Sender Fox angekündigt, bei dem Simpson für sein neues Buch If I Did It werben wollte. Simpson beschreibt in diesem Buch, wie er als möglicher Mörder von Nicole Brown Simpson agiert und was er dabei empfunden hätte.
Als Reaktion auf diese Ankündigung rief Ron Goldmans Vater zu einem Boykott von Fox und Verleger HarperCollins auf. In einem CNN-Interview äußerte er sich tief enttäuscht über Fox und HarperCollins, dass sie derart aus den Morden Profit zu erzielen versuchten. Daraufhin wurden das geplante Interview abgesagt und die Veröffentlichung des Buches zurückgezogen. Der Mutterkonzern News Corporation ließ alle gedruckten Exemplare vernichten. Der Medienunternehmer Rupert Murdoch entschuldigte sich persönlich bei den Hinterbliebenen der Familien.
Einige Exemplare des Buches waren bereits an den Buchhandel ausgeliefert worden, wurden aber zurückgefordert. Offenbar sind einige Exemplare diesem Rückruf entgangen. Beim Online-Buchhändler Amazon war das Buch auf Grund von Vorbestellungen auf Anhieb in die Top 20 eingestiegen. Ein Exemplar gelangte in eine eBay-Auktion. Binnen drei Stunden stieg der Preis auf 1600 Dollar. Die Auktionsplattform verbot die Auktion jedoch. Die Verbreitung der Onlineversion des Buches konnte trotzdem nicht mehr gestoppt werden; es ist bis heute im Internet auf verschiedenen Plattformen zum Download verfügbar.
Da sich Simpson weiterhin weigerte, die 33,5 Millionen US-Dollar an die Hinterbliebenen zu zahlen, sprach ein Richter der Familie Goldman im März 2007 die Rechte an If I Did It zu. Es wurde am 13. September 2007 unter dem Titel If I did It – Confessions of the Killer veröffentlicht. Der Text wurde in unveränderter Form, aber ergänzt durch ausführliche Kommentare gedruckt. 90 Prozent des Verkaufserlöses sollten an die Familie von Ron Goldman gehen, die restlichen zehn Prozent sollten unter den Hinterbliebenen von Nicole Brown Simpson und einem Konkursverwalter aufgeteilt werden. Die Familie von Ron Goldman wollte den Erlös aus dem Buchverkauf allerdings nicht selbst behalten, sondern in eine nach ihrem Sohn benannte Stiftung einbringen.

## Filmografie (Auswahl)
- 1968: Ihr Auftritt, Al Mundy (It Takes a Thief; Fernsehserie, eine Folge)
- 1974: Verflucht sind sie alle (The Klansman)
- 1974: Flammendes Inferno (The Towering Inferno)
- 1975: Die Söldner (Killer Force)
- 1976: Treffpunkt Todesbrücke (The Cassandra Crossing)
- 1977: Roots (Fernseh-Miniserie, eine Folge)
- 1978: Unternehmen Capricorn (Capricorn One)
- 1979: Firepower
- 1986–1991: 1st & Ten (Fernsehserie, 67 Folgen)
- 1987: Die Herzensbrecher von der letzten Bank (Student Exchange)
- 1988: Die nackte Kanone (The Naked Gun: From the Files of Police Squad!)
- 1991: Die nackte Kanone 2½ (The Naked Gun 2½: The Smell of Fear)
- 1992: C.I.A. Codename: Alexa
- 1993: Cold Heart – Der beste Bulle von L.A. (No Place to Hide)
- 1994: Die nackte Kanone 33⅓ (Naked Gun 33⅓: The Final Insult)

## Autobiographie
O. J. Simpson: I want to tell you: my response to your letters, your messages, your questions, Boston [u. a.]: Little, Brown and Co., 1995, ISBN 978-0-316-34100-4

## Dokumentarfilm
- Ezra Edelman: O. J. Simpson: Made in America (ESPN)[29][30]
- Netflix: American Manhunt O.J Simpson

## TV-Serie
- The People v. O. J. Simpson: American Crime Story Doku-Drama, Twentieth Century Fox, 2016. Original-Erstausstrahlung ab 2. Februar 2016, deutsche Erstausstrahlung ab 6. Januar 2017 auf Sky Atlantic[31]

## Anmerkung
1. ↑  Aus Sportlern mehrerer Nationen bestehenden Staffeln wurde seitdem durch die IAAF die Anerkennung von Weltrekorden verwehrt. Da die Rekorde über 4×110 Yards nicht mehr geführt werden, gab es für diese Disziplin seither keine Anerkennungen mehr.

Joe DeLamielleure (2003) |
Jim Kelly (2002) |
Marv Levy (2001) |
James Lofton (2003) |
Terrell Owens (2018) |
Bill Polian (2015) |
Andre Reed (2014) |
Billy Shaw (1999) |
O. J. Simpson (1985) |
Bruce Smith (2009) |
Thurman Thomas (2007) |
Ralph Wilson (2009)
| Personendaten    | Personendaten                                                |
| ---------------- | ------------------------------------------------------------ |
| NAME             | Simpson, O. J.                                               |
| ALTERNATIVNAMEN  | Simpson, Orenthal James (vollständiger Name)                 |
| KURZBESCHREIBUNG | US-amerikanischer American-Football-Spieler und Schauspieler |
| GEBURTSDATUM     | 9. Juli 1947                                                 |
| GEBURTSORT       | San Francisco, Kalifornien                                   |
| STERBEDATUM      | 10. April 2024                                               |
| STERBEORT        | Las Vegas, Nevada                                            |